# ジョシュ・カンビー
ジョシュ・カンビー（Josh Cumbee、本名: ジョシュア・キサイア・カンビー、Joshua Kissiah Cumbee）は、アメリカ合衆国・アナハイム出身の、マルチ・インストゥルメンタリスト、シンガー・ソングライター、音楽プロデューサー。カンビーの名が知られるようになったきっかけには、オランダのプロデューサー/DJ,アーミン・ヴァン・ビューレンとのコラボレーションや、数々のアーティストへの楽曲提供がある。2015年の第16回ラテン・グラミー賞には、カンビーが共作した楽曲が収録されたスペイン人シンガー・ソングライター、ナタリア・ヒメネスのアルバム『クレオ・エン・ミ』が最優秀アルバム賞にノミネートされている。

## 生い立ち・人物
高校卒業後、2008年に南カリフォルニア大学の音楽ビジネス・プログラムに入学、2011年に一年飛び級で卒業する。

## キャリア初期
学生の頃から独立系アーティストとしてカンビーはiTunesを通じて楽曲(「Find The Light」「I Do My Own Stunts」「The End」「How To Say This」)をリリースしていた。作曲家としてTV番組『The Bachelor』『Ready for Love』『America's Next Top Model』『Polyamory』『Southern Nights』)やCM、短編映画などに楽曲を制作。
最初に楽曲にカンビーの名前がクレジットされたのは2012年のこと。カーリーの楽曲「Immortal」でストリングスのプログラミングを手がけた際のことで、同楽曲はサウンドトラック『Frankenweenie Unleashed』に収録されている。
その後、グラミー受賞歴のあるソングライター、トビー・ガッドのスタジオにてカンビーは、他のアーティストのために楽曲制作、プロデュース、楽器演奏、プログラミングやエンジニアリングを担当する。ジャネット・ジャクソン、テイク・ザット、マドンナ、クリス・ブラウン、アダム・ランバート、ヘフロン・ドライブ、カイゴ、ショーン・ポール、ギャランティス、サブリナ・カーペンター、リンジー・スターリング、アナスタシア、シーアをはじめとする多くのミュージシャンとの仕事経験がある。
2015年にカンビーはナタリア・ヒメネスのアルバム『クレオ・エン・ミ』に収録された3曲(「Creo En Mí」「Algo Brill En Mi」「Tú No Me Quieres Más」)の楽曲を共作する。同アルバムは第16回ラテン・グラミー賞において最優秀アルバム賞にノミネートされるも、フアン・ルイス・ゲラ 4.40に敗れる。さらに、2015年に第57回グラミー賞においては最優秀レゲエ・アルバム賞にノミネートされたショーン・ポールのアルバム『Full Frequency』の収録曲「Pornstar」にもカンビーはエンジニアとして参加している。

## バックグラウンド
アーミン・ヴァン・ビューレンとのコラボレーション
カンビーをフィーチャーしたアーミン・ヴァン・ビューレンのシングル「Sunny Days」は2017年6月16日にArmada Musicよりリリースされ、オランダでダブル・プラチナム・シングルに認定される。同楽曲にクレジットされたのは、カンビーとヴァン・ビューレンの他にベノー・デ・ゴージ、アフシン・サルマニ、トビー・ガッド、そしてゴードン・グロッテデ。ミュージック・ビデオはイタリアのアッシジに位置するベヴァーニャで撮影された。また、同年12月9日には同楽曲のクリスマス・ヴァージョン「Christmas Days」もリリースされた。
2019年の3月には再びヴァン・ビューレンと楽曲「Don’t Give Up On Me」でコラボレーションする。同楽曲はフューチャー・ハウス・シーンで注目を集めるデュオ、ルーカス&スティーヴとの共作。
カンビーとヴァン・ブーレンはロサンゼルス、ラスベガス、バンクーバー、そしてルーマニアのアントールド・フェスティバルなどで共演している。

### 2019年
2019年6月にカンビーはエイベックスとレコーディング・アーティスト契約を結ぶ。時を同じく彼はレディー・ガガの友人で新進プロデューサーのフェルナンド・ガリベイのソングライティング・チームの一員となる。
カンビーとデーモン・シャープをフィーチャーしたオランダ出身のハウス、エレクトロニック・デュオ、ゾンダーリンのシングル「Lifetime」はArmadaより8月23日にリリースされた。

### 2020年
2020年2月14日、エイベックスよりソロ・デビュー・シングル「Sound Of Your Name」をデジタル・リリース。ミックスはデルバート・バウワース、そしてスチュワート・ホークスがマスタリングを担当。繊細なエレクトロ要素と温かみのあるアコースティックギター、そしてマンドリンを用いて、「人生最大の恋」を突如失った人物を詩的に描いている。
新潟県にて撮影された同楽曲のミュージック・ビデオは丸山雄大による監督で、アーティストとしても活動するモデルの大社カリンも登場する、歌詞の世界観が伝わる映像に仕上がっている。
３月13日にはセカンド・ソロ・シングル「Brave Enough」をデジタル・リリース。同楽曲は、人恋しいクリスマスイブに予期せず学ぶことになった人生の教訓を、 控えめなアナログ・シンセと独特なパーカッションで描いた美しいサウンド。そしてインストゥルメンタルの部分は車の衝突音を逆再生するなど、ジョシュのプロデュース＆ソングライティングの新たな一面が見える楽曲に仕上がっている。
5月11日、収録曲「Moon Dance」のソングライティングを担当したK-POPボーイズ・グループNU'ESTの韓国8枚目のミニ・アルバム『The Nocturne』が発売となる。
7月3日、サード・シングル「Worth Missing」のリリースと同時に、東京にて撮影されたミュージック・ビデオを公開。同楽曲は、フル・オーケストラ、オーガニックなポップ・ロック・コーラス、そしてヴォーカル・サンプルが合わさっており、これまた失恋を題材とした切ない内容となっている。
7月31日には、過去にも「Dancing Shoes」でコラボ経験のあるオランダ人DJ兼プロデューサーのフェデ・ル・グランドによる同楽曲のリミックス「Worth Missing Fedde Le Grand Remix」もリリースされた。
9月8日、ソングライターとして参加したK-POPガールズ・グループOH MY GIRLのメンバーYooA（ユア）の初のソロ・ミニ・アルバム『Bon Voyage』のタイトル楽曲が発売となる。
10月28日にリリースされたビッケブランカ VS 岡崎体育の楽曲『化かしHOUR NIGHT』 ではミックスを担当。
11月6日、カイリー・ミノーグやジェニファー・ロペスなどを手がけ、グラミー受賞歴もあるアメリカ出身の音楽プロデューサー、デーモン・シャープのシングル「Lost Years」がリリースされた。ジョシュはソングライター／プロデューサーおよびヴォーカルとして参加している。
11月20日には、自身のデビュー・シングルである「Sound Of Your Name」のオランダのDJ/プロデューサー・デュオ、ゾンダーリングによるリミックス「Sound Of Your Name (Zonderling Remix)」を発表。原曲の魅力を大切にしながらも、ダンス・リミックスらしくビートを効かせたエモーショナルなヴァージョンに仕上っており、これについてゾンダーリングは「このリミックスはクラブの暗闇でかけても良いし（今の状況では難しいけどね）、エレクトロやサウンド・デザインが好きならヘッドフォンで聴いて楽しむこともできるよ」と語っている。

### 2021年
2021年1月29日、デビュー・シングル「Sound Of Your Name」のアコースティック・ヴァージョンをリリース。ジョシュ本人が演奏するアコースティック・ギターと彼の魅力的な歌声を全面にフィーチャーした同楽曲。ヴォーカルは今回のために新録されており、オリジナルよりもライヴ感溢れるエモーショナルな歌声となっている。
2月26日にはアイルランド出身の人気バンド、ザ・スクリプトの名曲「Breakeven」のカバーをリリース。原曲に込められた切なさやストーリーに、ジョシュの創造性が加わった1曲となっている。
4月30日には、数々のトップ・アーティストの名が登場する超ポップな新曲「Better Words」をリリース。特別な女性と出会ったにもかかわらず、想いをうまく伝えられず、もどかしい想いを感じる男性の心情を、有名アーティストたちの名前やその作品名と共にキャッチーに歌い上げた1曲。登場するアーティスト名は、エド・シーラン、テイラー・スウィフト、ジョン・レジェンド、メジャー・レイザー、ドレイク、クリス・マーティン、ブリンク 182など全11組。
5月28日には、デビュー曲「Sound Of Your Name」のアコースティック・ヴァージョンを、音楽業界を驀進する日本のシンガー・ソングライター、ビッケブランカとコラボレーションした「Sound Of Your Name (with ビッケブランカ)」をリリース。過去にビッケブランカ VS 岡崎体育「化かしHOUR NIGHT」のミックスをジョシュが手がけたことから交流が生まれ、今作はアーティストとしてリスペクトし合う2人の仲から自然に生まれた結果となった。
8月13日には、「Be My Jane」をリリース。タイトルにある「Jane」は人気映画『ターザン』のヒロインであるジェーンを指しているとのことで、運命の女性に出会った瞬間の衝撃を、自身をターザンに、女性をジェーンに例え、ジョシュらしいタッチで綴っている。

## ディスコグラフィ

### シングル
ソロ・アーティストとして
- Josh Cumbee - Sound Of Your Name（2020年）
- Brave Enough（2020年）
- Worth Missing（2020年）
- Worth Missing Fedde Le Grand Remix（2020年）
- Sound Of Your Name Zonderling Remix（2020年）
- Sound Of Your Name Acoustic Version（2021年）
- Breakeven（2021年）
- Better Words（2021年）
- Sound Of Your Name (with Vicke Blanka)（2021年）
- Be My Jane（2021年）

フィーチャリング・アーティストとして参加した作品
- Armin van Buuren
  - Sunny Days（2017年）
  - Sunny Days (Club Mix)（2017年）
  - Christmas Days（2017年）
- Armin van Buuren x Lucas & Steve
  - Don't Give Up On Me（2019年）
  - Don't Give Up On Me (Club Mix/Trance Mix)（2019年）
- Zonderling
  - Lifetime（2019年）
  - Lifetime (VIP & Acoustic)（2019年）
- Fedde Le Grand - Dancing Shoes（2020年）
- Damon Sharpe - Lost Years（2020年）

ヴォーカリストとして参加した作品
- AFSHeeN
  - Let Me Down Slow（2016年）
  - Tunnel（2016年）
- Florian Picasso - Final Call（2016年）
- Lazy Rich - Knock Me Out（2016年）
- Florian Picasso
  - Guns Down（2017年）
  - Get Away（2021年）

ソングライターとしてクレジットされた作品
2012
- Kerli - Immortal

2013
- Sean Paul feat. Nyla - Pornstar
- Prince Royce & Selena Gomez - Already Missing You
- Christina Grimmie
  - Absolutely Final Goodbye
  - The One I Crave

2014
- Hillary Duff - Chasing The Sun
- Anastacia - Broken Wings
- Sofia Reyest feat. Wisin - Muevelo
- Kendall Schmidt - Blame It On The Middletoe
- Heffron Drive
  - Division of the Heart
  - Passing Time
  - Everything Has Changed
- Alex & Sierra - Little Do You Know
- Nick Howard
  - Dancing As One
  - Can't Break a Broken Heart
  - Million Dollars

2015
- Lena - Lifeline
- Project 46 feat. Olivia - Forgettable
- Chris Brown - No Filter
- Take That - Will You Be There For Me
- Madonna
  - Joan of Arc
  - Graffiti Heart
- Madonna feat. Chance The Rapper & Mike Tyson - Iconic
- TVXQ! - Rise As One
- Sia - Alive (AFSHeeN Remix)
- Fergie - L.A.LOVE (la la) (AFSHeeN Remix)
- Janet Jackson feat. J.Cole - No Sleep (AFSHeeN Remix)
- Natalia Jiménez
  - Creo En Mí
  - Tú No Me Quieres Más
  - Algo Brilla En Mí
- Lazy Rich feat. Trinidad Jame - Hit That

2016
- Lindsey Stirling - The Phoenix
- AFSHeeN
  - Let Me Down Slow
  - Tunnel
  - Secrets
- Florian Picasso - Final Call
- Florian Picasso feat. VASSY - Cracked Wall
- Sabrina Carpenter - All We Have Is Love
- Brooke Candy - Paper Or Plastic
- Blasterjaxx & DBSTF feat. GO COMET! - Hit Me
- Lazy Rich & Hot Mouth feat. GO COMET! - Won't Stop
- Lazy Rich
  - Give Me Crazy
  - Knock Me Out

2017
- Florian Picasso
  - This Is Our Time
  - Guns Down
- AFSHeeN - Amélie
- AFSHeeN feat. NISHA - Pull Me From The Waves
- Armin van Buuren feat. Josh Cumbee - Sunny Days
- Lindsey Stirling - Dance Of The Sugar Plum Fairy
- Galantis feat. ROZES - Girls On Boys
- Mat Kearney & AFSHeeN - Better Than I Used To Be
- AFSHeeN feat. Rebecca Ferguson - Uncrazy
- JP Cooper - Masterpiece
- NCT 127 - Sun & Moon
- Roy Wang - Sleep
- Quinn XCII - One Day At A Time
- Chris Lee (Yu Chun Li) - Happy Ever After
- Armin van Buuren feat. Josh Cumbee - Christmas Days

2018
- AFSHeeN feat. Rebecca Ferguson - Creatures Of The Night
- Mat Kearney
  - I Can't Wait for You to Get There
  - Keep On Loving You
- Joel Taylor - Give Myself Away
- Ebi - Nafas Nafas
- Benedict Cork - Wildfire
- BoA - Nega Dola
- NCT 2018 - Black On Black
- YURI x Raiden - Always Find You
- RYEOWOOK - One and Only
- KUN - Wait Wait Wait

2019
- Armin van Buuren x Lucas & Steve feat. Josh Cumbee - Don't Give Up On Me
- Florian Picasso feat. Echosmith - But Us
- Kerli - Legends
- Flawes - Don't Count Me Out
- Adam Lambert - Feel Something
- KUN
  - Bigger
  - 没有意外 (No Exception)
- TAEYEON - Four Seasons
- Brennan Heart - Outcasts
- Kygo and Rita Ora - Carry On
- Kinsey
  - Hot Mess
  - Don't Be a Dick, Ted
- Merk & Kremont - KIDS
- Zonderling feat. Josh Cumbee - Lifetime
- Quintino x AFSHeeN feat. Cher Lloyd - Don't Lose Love
- Marina Kaye - Twisted
- Karry Wang - Ain't Got No Love
- Audrey
  - 30 Years
  - Crazy
- Klingande - Only Breath
- Olivia Rodrigo & Julia Lester - Wondering - From "High School Musical: The Musical: The Series"
- Olivia Rodrigo - Out of the Old - From "High School Musical: The Musical: The Series"

2020
- Josh Cumbee, Jordan Powers
  - Wondering - Instrumental
  - Out of the Old - Instrumental
- Fedde Le Grand feat. Josh Cumbee - Dancing Shoes
- Josh Cumbee
  - Sound Of Your Name
  - Brave Enough
  - Worth Missing
  - Worth Missing Fedde Le Grand Remix
- NU'EST - Moon Dance
- YooA - Bon Voyage
- JJ Lin - While I Can
- Damon Sharpe feat. Josh Cumbee - Lost Years

2021
- Damon Sharpe feat. Josh Cumbee - Lost Years (Remixes)
- Florian Picasso - Get Away

【楽曲提供映画履歴】
- Check Engine（2010年）
- Chance（2010年）
- Launch（2011年）
- Big Feet（2011年）
- Two Tickets to Paradise（2011年）
- Operation Terror（2012年）
- Spark（2014年）